# Бамутские курганы
Бамутские курганы — памятники археологического наследия, датируются II тысячелетием до н. э.. Располагаются в окрестностях села Бамут Серноводского района (Чечня). Расположены на левом берегу реки Фортанга, в 18 километрах к юго-востоку от районного центра — Серноводское и в 50 км к юго-западу от города Грозный. Признаны объектом культурного наследия федерального значения.

## История исследования памятников
В 1958 году Северо-Кавказской археологической экспедицией под руководством археолога Е. И. Крупнова были изучены два больших курганных могильника. Один из них включает курганы, расположенные двумя компактными группами на северной окраине села Бамут. Это Бамутский позднесредневековый XIV—XVI века курганный могильник. В другой Бамутский курганный могильник входят многочисленные курганы, относящиеся к эпохе бронзы II тысячелетия до н. э.
Раскопки проводились предгорным бамутским отрядом экспедиции под руководством Р. М. Мунчаева.

## Изучение памятников
В 1958 году было открыто не менее ста курганных насыпей, располагавшихся между селами Ачхой-Мартан и Бамут. Оказалось, что здесь находятся, по крайней мере, два больших курганных могильника, относящихся к разным периодам. Один датируется поздним средневековьем (XIV—XVI вв.) и в него входят две группы курганов. В первую входят около 50 земляных насыпей, которые располагаются к северо-западу от селения Бамут. Вторая состоит в основном из каменных насыпей и находится в полукилометре северо-восточнее первой, на левом берегу Фортанги. В неё входят 30 курганов. В 1959—1960 годах здесь раскопали 22 кургана: 16 — в первой группе и 6 — во второй. Типологически их отнесли к кабардинским курганам. Курганы являются свидетельством проникновения кабардинцев в восточные районы Северного Кавказа после нашествия монголо-татар. Возле Бамута также были исследованы склеп и четыре могилы, относящиеся к этому же периоду и принадлежащие прямым предкам чеченцев.
Другой могильник периода бронзового века был расположен на левом берегу Фортанги, к северу от села Бамут и в окрестностях села Новый Аршти. Здесь были проведены раскопки более чем 50 курганов, в которых находились не менее 250 погребений. Бо́льшая часть погребений относилась к северокавказской культуре эпохи бронзы (II тысячелетие до н. э.). 18 курганов содержали погребения, самые древние из которых относились к майкопской культуре Северного Кавказа периода ранней бронзы. На момент раскопок эти захоронения были самыми большими исследованными захоронениями Северного Кавказа, относившимися к майкопской культуре.
Бамутский курганный могильник является самым крупным в республике исследованным памятником эпохи бронзы и одним из наиболее изученных на Северном Кавказе. Раскопки показали широкое распространение майкопской культуры на данной территории. Они также дали представление о времени появления в Предкавказье гончарного круга, начале использования лошадей для верховой езды и другие ценные сведения.